# Anthophora columbariae
Anthophora columbariae är en biart som beskrevs av Timberlake och Cockerell 1937. Anthophora columbariae ingår i släktet pälsbin, och familjen långtungebin. Inga underarter finns listade i Catalogue of Life.